# Obične golupke
Obične golupke (latinski Macroglossum stellatarum), poznate i kao kolibrić leptir, su vrsta ljiljaka. Zbog svojeg dugog jezika uz pomoć kojeg se hrani nektarom cvijeća, i brzog titranja krila koje proizvode zvuk zujanja, ovaj leptir se katkad zbog sličnosti zabunom smatra kolibrićem. Sličnost s tom pticom znanstvenici navode kao primjer konvergentne evolucije. Obične golupke žive u umjerenim krajevima Europe, središnje Azije i sjeverne Afrike, a tijekom ljeti šire prebivalište prema sjeveru Europe, sve do Skandinavskih zemalja i Islanda, a dolaskom hladnijih razdoblja odlaze prema jugu. Postoji malo istraživanja o prosječnom životnom vijeku ovog insekta, ali prema raspoloživim istraživanjima, odrasla jedinka živi između četiri i šest mjeseci.
Obične golupke lete tijekom dana, pogotovo tijekom vedrih dana, ali također i tijekom večeri. Neki primjerci lete i tijekom kiše, što je neobično za noćne leptire. Pri tome vrlo brzo titraju krilima, između 70 i 90 puta u sekundi. Prema istraživanjima, ima dobar vid uz pomoć kojeg raspoznaje jarke boje, a najviše ju privlači plava. Oblijeće cvijeće u potrazi za nektarom, te time i oprašuje cvjetni prah. Razmnožava se dva do tri puta godišnje tako što liježe zelena jaja iz kojih se izlegu zelene gusjenice nakon 6 do 8 dana. Ženka liježe i do 200 jaja, svako na različitoj biljci. Gusjenica sazrijeva u odraslu jedinku nakon mjesec dana, te doseže veličinu od 40-45 milimetara. Ovi leptiri su aktivni i po visokim temperaturama od 45 stupnjeva Celzijevih, a tijekom zime se skriva u kamenju ili rupama drveća kako bi prezimio do proljeća.

## Rasprostranjenost
Obične golupke žive na području Europe, središnje Azije i dijelom sjeverne Afrike. Južna granica ovog leptira su sjeverna Afrika, Bliski istok, Pakistan, južna granica Kine i Japan na istoku. Sjeverna granica rasprostranjenosti ovog leptira nisu jasno utvrđene, ali se ugrubo kreću od sjeverne Francuske, preko Alpa, Turske, južnog dijela Kazahstana i sjeverne granice Kine. Granice su rastezljive, pošto se ovaj leptir u zadnje vrijeme zbog sve toplijih klimatskih prilika širi prema sjeveru sve do Rusije, gdje u nekim područjima može preživjeti zimu.
Uz mrtvačku glavu, obične golupke su jedini primjerak ljiljaka na Azorima, gdje su europske kontinentalne vrste vrlo rijetke zbog velike udaljenosti.
Ovaj leptir prebiva na različitim nadmorskim visinama, od razine mora do podalpskih vegetacijskih područja, tj. do visine od 1.500 metara. Gusjenice pak žive na nižim predjelima, najviše do 1.000 metara. 

### Migracije
Obične golupke su leptiri koji migriraju tijekom promjene godišnjih doba. Tijekom ljetnih mjeseci, kada su temperature visoke, javljaju se i po Ujedinjenom Kraljevstvu, Islandu i dijelovima Rusije (na istoku čak i do Sahalina). U Hrvatskoj i na području bivše Jugoslavije, ovaj leptir je relativno česta pojava tijekom proljeća i ljeta. Tijekom zime, ovaj kukac odlazi na južnija i toplija područja, tako da ga se tada može naći i u Gambiji, Indiji i Vijetnamu.
Ovaj leptir pri tome prelazi velike udaljenosti te može prijeći i do 3.000 kilometara u manje od 14 dana. Njegova brzina je i do 80km/sat. To ga čini jednim od najbržih poznatih leptira na svijetu. U središnjoj Europi, obične golupke se mogu uočiti najčešće krajem lipnja, sredinom srpnja i krajem kolovoza i rujna. Tom prilikom se miješaju generacije koje su se izlegle na jugu s onima na sjeveru. Tijekom zime, većina običnih golupki odleti na jug, no dio ih i prezimi u zaštićenim dijelovima, kao što su staro drveće, kamenje, rupe ili povremeno i kuće.
Ovaj kukac se može uočiti u parkovima, vrtovima, selima i gradovima, gdje god nalazi cvijeće. Izbjegava jedino guste šume.  

## Izgled i anatomija

### Odrasle jedinke
Obične golupke dosežu u zapadnim dijelovima staništa raspon krila od 36 do 50 milimetara, a težinu od oko 0,3 grama do najviše 6 grama. U istočnim teritorijima znaju doseći veću veličinu: raspon krila na tim područjima je između 40 i 76 milimetara. Promjer tijela im je oko 4,5 centimetara. Tijelo im je prekriveno dlakama koje na prednjem dijelu imaju otprilike istu sivo-smeđu boju kao i prednje strane krila. Tek na stražnjoj strani repa leptira počinje tamnija, crna boja. Na tom dijelu tijela nalazi se rep koji je zapravo produžetak ljuske uz pomoć koje obične golupke izvrsno navigiraju ispred cvjetova. S donje strane tijela nalaze se svjetlije dlake koje se razlikuju od tamnog pigmenta leđa. Donji dio tijela i glava su sivkaste boje.
Obične golupke imaju sivkasta stražnja krila koja su povezana s glavnim, prednjim krilima. Dok ovaj leptir miruje i ne leti, vidljiva su samo glavna krila, dok su stražnja krila skrivena. Povez ova dva krila nalazi se otprilike na trećini raspona kukca. Gledano s unutarnje strane, stražnja krila su narančaste boje, s crnim bojama oko ruba. Dno stražnjih krila je žućkaste boje. Gledano s gornje strane, krila su sivkasto-smeđe boje, slično kao i leđa leptira. Kod običnih golupki se vrlo rijetko javljaju veće varijacije tamnijih ili svjetlijih boja. Ispod trupa ima šest nogu.
Kao i skoro svi ljiljci, i obične golupke imaju jezik uz pomoć kojeg se hrane nektarom cvijeta. Njihov jezik je dužine između 22 i 28 milimetara, tj. gotovo dvije trećine ukupnog tijela. Njemu duguje i svoje grčko ime: "macro" znači "veliki" a "glossum" jezik. Dva ticala su ravnomjerne građe i raspoređena na glavi, tipična za tu vrstu leptira. Oči su svijetle, ali imaju tamno središte i katkad također tamnija područja. Tamno središte daje dojam velike zjenice. Za razliku od ostalih leptira, golupke imaju superpozicijske oči koje su iznimno asferične te sadrže velike gradijente rezolucije i osjetljivosti. Iako su te značajke poznate za apozicijske oči (u danjih kukaca), prije se smatralo da nisu moguća za superpozicijske oči (u kukaca sumraka i rakova) zbog principa slike nerazdvojnog od ovog dizajna. Fotoreceptori superpozicijskih očiju golupki su organizirane tako da tvore mjesne oštre zone, od kojih je jedna frontalna a druga daje poboljšanu rezolucije slike na ekvatoru oka. 
Ovaj leptir je vrlo sličan ptici kolibriću pošto oboje brzo mašu krilima i lete oko cvijeta od kojeg se hrane. Neki navode ovaj gotovo identičan razvoj dvije različite vrste kao primjer konvergentne evolucije. Vrlo je vjerojatno da su se golupke razvile od noćnih predaka, moljaca, te im je stoga miris vrlo bitan za traženje hrane. Ipak, za razliku od kolibrića, obične golupke kasno ustaju jer čekaju dok sunce ne zagrije površinu tla.

### Gusjenice
Gusjenice su dužine od 45 do 50 milimetara te imaju različite boje. Većinom su zelene, ali postoje i smeđe boje, crvene ili ljubičaste. Glava je iste boje kao i ostatak tijela. Trup je prekriven žuto-bijelim točkama. Sa strane tijela im se nalaze dvije pruge: jedna bijela otprilike sa središta tijela i jedna žuta malo niže, ispod smeđih stigmi. Gornja bijela pruga završava na repu gusjenice, koja je karakteristična za obične golupke. Rep je isprva ljubičast, a kasnije plavkast, ima žuto-narančast vrh te lagane tamne točke. Noge gusjenice su smeđe.
Slične vrste leptira su vrbolikin ljiljak (Proserpinus proserpina) i hrvatska golupka (Hemaris croatica).

## Životni ciklus i ponašanje
Obične golupke su, netipično za ljiljke, aktivni danju. Povremeno lete i tijekom večeri i noću, a dokumentirano je i da lete tijekom oblačnih dana, pri blagoj kiši i temperaturama od najmanje 10 °C. Pri hladnoći vibriraju kako bi zadržali toplinu, i za razliku od drugih ljiljaka, sa zatvorenim krilima. Tijekom tih razdoblja koriste izvore toplina: primjerice, skupljaju sunčevu energiju na obasjanom kamenju. Tijekom vrlo toplih dana, izabiru mirovati prilikom podneva i lete ujutro ili navečer. Ovi leptiri su aktivni i po visokim temperaturama do 45 stupnjeva Celzijevih. Rijetka su vrsta leptira koji znaju letjeti i unatrag.
Ovi leptiri se katkad okupljaju navečer kako bi zajedno spavali. Tom prilikom traže uglavnom vertikalne, od sunca obasjane površine kamenja ili slično. Ova okupljanja se koriste i za odabir partnera. Istraživanja ukazuju na dobro pamćenje običnih golupki: dan za danom se vraćaju na točne lokacije izvora nektara, a znaju cijeli život ostati vjerni mjestu gdje prenoće.
U laboratorijskim uvjetima, golupke su imale životni vijek od četiri mjeseca. Ipak, prema jednom drugom istraživanju, odrasle jedinke znale su doseći starost i do šest mjeseci.

### Prehrana
Obične golupke se hrane nekatarom cvijeća. Slično kao i kolibrić, oblijeću cvijet te upijaju nektar uz pomoć svojeg dugog jezika, da bi zatim otišli na drugi cvijet. Zbog odličnih letačkih sposobnosti, u stanju su brzo prilagoditi se njihanju cvijeća prilikom vjetra. Prilikom uzimanja nektara, ovi leptiri tako i oprašuju cvijeće. S. C. Willemstein navodi kako je barem jedan cvijet, montpellierski klinček (Dianthus monspessulanus), ovisan o običnim golupkama jer su oni bili jedini zabilježeni posjetitelji tog cvijeta. Ovi leptiri su sposobni putovati na velike udaljenosti i preći stotine, pa i tisuće kilometara.
Obične golupke nisu izbirljive i lete oko nekoliko različitih vrsta cvijeća. Ipak, draže im je cvijeće s puno nektara, dugim i uskim oblikom latice jer tu ima manje konkurencije od drugih kukaca koji se hrane nektarom. Prema laboratorijskim istraživanjima, obične golupke najviše vole plavo, ljubičasto i žuto cvijeće. 
Ipak, sposobni su učiti koje cvijeće ima dovoljno nektara, te time stječu iskustvo pri potrazi za hranom. Prilikom jednog laboratorijskog istraživanja, gladnim golupkama su ponuđena dva žuta i dva plava papirnata cvijeta, ali samo su žuti imali nektar. Isprva su ovi leptiri instinktivno išli na plave cvjetove i ignorirali žute. Ipak, kada su im ponuđeni nektari i u plavim cvjetovima, to je motiviralo 95% pokusnih primjeraka da i isprobaju žute cvjetove. Prilikom ponavljanja pokusa, 80% golupki je sada tražilo isključivo žute cvjetove, jer su naučili da tamo ima najviše nektara. Prema tim istraživanjima, golupke su po sposobnosti učenja superiorne drugim leptirima, ali inferiorne pčelama. Almut Kelber navodi da je razlog njihovom učenju veliko putovanje po kontinentu i različitim klimatskim predjelima, zbog čega su se morali navikavati na različite vrste cvjetova.
Prema jednom istraživanju, obične golupke imaju dobar vid jer su u dobro osvijetljenom laboratoriju mogli pronaći i raspoznati cvijet samo na temelju vizualnih natuknica, ali je poznato da se oslanjaju i na miris cvijeća jer su aktivni i navečer uzduž mediteranske obale Europe.
Kako bi održale letenje, Obične golupke mašu krilima brzinom od otprilike 70-80 Hz-a. Njihov let je jedan od energetski najzahtjevnijih lokomotornih aktivnosti u svijetu životinja, zbog čega održavaju metaboličke vrijednosti koje su čak i do 100 puta više od običnih vrijednosti metabolizma u mirovanju pri sobnoj temperaturi. Ovaj leptir posjeti između 100 i 500 cvjetova svakog dana tako što brzo leti i oblijeće od jednog do drugog. Ipak, Pfaff navodi kako mogu obići i do 1.500 cvjetova dnevno. Uz pomoć dugog jezika, hrani se nektarom. Prema istraživanjima, obične golupke prosječno konzumiraju količinu šećera koja odgovara između 20 i 50% njihove ukupne težine. Prosječno troši oko 0,6 grama nektara po satu prilikom letenja. Najteži primjerci, koji dosežu 6 grama težine, zahtijevaju 6 miligrama šećera svake minute, što bi bio ekvivalent da osoba od 57 kilograma težine konzumira 57 grama šećera svake minute. Sveukupno, ovaj leptir može konzumirati i do 211 μl nektara dnevno.
Obične golupke privlači svjetlo valne duljine u rasponu od 440 nm (između plavog i ljubičastog), dok je svjetlo u rasponu od 540 nm (žuto) manje privlačno. To je genetski uvjetovano. Prema istraživanjima, imaju tri receptora boje, uz pomoć koje vide isti spektar boja kao i ljudi. To je dokazano samo kod rijetkih leptira.
Uz boju, i veličina cvijeta igra ulogu prilikom potražnje ovog kukca. Latice promjera 30 milimetara, iako se takve naklonosti mijenjaju prilikom stjecanja iskustva. Općenito golupke oblijeću cvijeće veličine između 3 i 50 milimetara.
Ženka liježe jaja samo tamo gdje ima i dovoljno cvijeća s nektarom i biljaka kojima se hrane gusjenice. Ovo je neophodno jer ženke liježu jaja kroz dugo razdoblje, pa im je stoga potreban i nektar. Idealna mjesta su sunčane livade ili granice šuma. Gusjenice se hrane livadnom broćikom. Ličinke jedu i ivanjsko cvijeće, broćike, lazarkinju i priljepaču. Na jugu Europe jedu broć i broćike.
Odrasle jedinke najviše vole sljedeće cvjetove:
- djetelina
- plamenac
- jorgovan
- fuksija
- jasmin
- trputasta lisičina
- jaglac
- pelargonija
- ljubica
- lavanda

## Razmnožavanje
Potraga za partnerom počinje često prilikom zajedničkih lokacija za spavanje, dakle kod kamenja i raznih pukotina u drveću. Mužjaci oblijeću ova područja dok ne naiđu na ženku koja je spremna za parenje. Ženka luči feromone, što se može primijetiti kod proširenih feromonskih žlijezda na stražnjem dijelu tijela. Kada su mužjak i ženka sretnu, lete živahno jedno oko drugog. Parenje se odvija u mirovanju i traje manje od jednog sata, u iznimnim slučajevima najviše dva sata. Pri tom su im tijela okrenuta u obrnutim položajima i spojeni spolnim organima na stražnjem dijelu. Prilikom uznemiravanja, mogu zajedno odletjeti bez da se odvoje.
Ženke nakon toga odlaze u potragu za nektarom, te tek kasnije liježu jaja. To se odvija uglavnom kasnog popodneva. Pri tom traže sunčana mjesta na kojima ostavljaju po jedno jaje na jedan pupoljak biljke. Jaja se stavljaju na mladim biljkama koje još nisu procvale. Ženke mogu izleći i do 200 jaja, koja izlaze iz stražnjeg dijela ženke. Ovaj leptir se zna pariti dva do tri puta godišnje.

### Razvoj
Jaja su okrugla, promjera između 0,84 i 0,95 mm te su svjetlo zelene boje. Podsjećaju na pupoljke biljke na kojoj se nalaze. Nakon 6 do 8 dana izlegu se ličinke koje su isprva veličine od dva do tri milimetara te su lagano prozirne i žućkaste boje. Odmah počnu jesti, isprva prikriveno, a potom otvoreno na vrhu biljke. Jedu i tijekom dana i tijekom noći. Tu se javlja prvo presvlačenje te se razvijaju u gusjenice.
Prema nekim istraživanjima, ove gusjenice na nekim područjima Europe mogu prezimiti. Gusjenice se razvijaju početkom ljetnih mjeseci. Nakon 20 dana, gusjenice izrastu te su spremne za metarmofozu. Vise na biljci kao kukuljica veličine 3 do 3,5 cm i ima sivo-smeđu boju. U tom stadiju, već je vidljiv jezik i oči budućeg leptira. Mirovanje kukuljice traje otprilike tri tjedna. Tada se razvija u odraslog leptira i kreće u potragu za cvijećem.  

## Status zaštite
IUCN nije pravio evaluaciju ugroženosti obične golupke na svojoj crvenoj listi. Pigneys Wood navodi kako je smanjen rizik za njegovu zaštitu.

## Predatori
Pojedine predatorske ose (Amblyoppa fuscipennis, Ischnus migrator, Cotesia glomeratus) i muhe gusjeničarke (Exorista larvarum, Oswaldia spectabilis) napadaju ličinke i gusjenice običnih golupki. Ose umeću svoje ličinke u ličinke golupki, koje ih onda unište iznutra. Na istočnim teritorijima, nisu poznate specijalizirane predatorske vrste koje napadaju ovog leptira, izuzev standardnih kao što su primjerice pauci.

## Imenovanje
Obične golupke je prvi put spomenuo Carl Linnaeus 1758. u desetom izdanju svojeg djela Systema Naturae gdje je skovao naziv Sphinx stellatarum za njih:
Naziv Stellatarum potječe od cvijeta Stellatae, sinonim za broćiku, jer se njom hrane ličinke golupka.
Giovanni Antonio Scopoli nazvao je tog leptira 1777. Macroglossum. Sadrži otprilike 80-ak vrsta rasprostranjenih po umjerenim i toplijim predjelima. 

## Slike
- Obična golupka leti oko cvijeta
- Leptir prilikom mirovanja
- Životni ciklus obične golupke
- Jaje na biljci

## Vanjske poveznice
- Fotografije obične golupke
- Obične golupke  Arhivirana inačica izvorne stranice od 27. veljače 2014. (Wayback Machine) na leptiri.net
- Obične golupke na BBC Nature